# Pantene

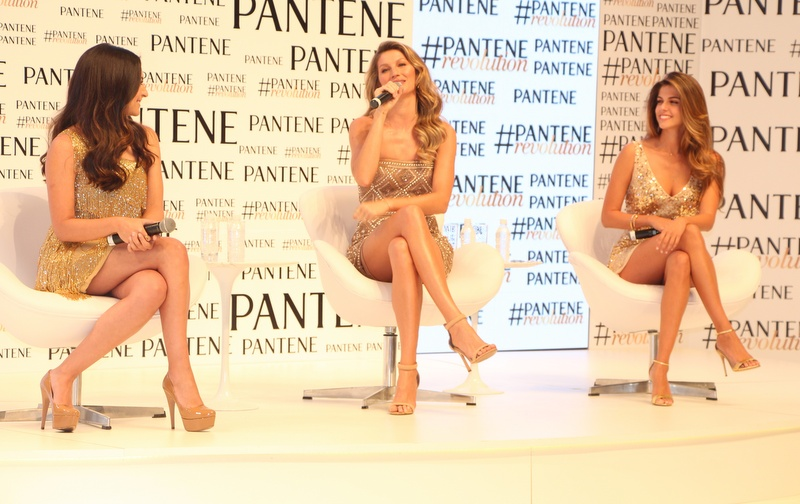
Ambasadorzy Pantene (od lewej do prawej: Ana Brenda Contreras, Gisele Bündchen i Stephanie Cayo)

Pantene – amerykańska marka produktów do pielęgnacji włosów należąca do firmy Procter & Gamble. Linia produktów została po raz pierwszy wprowadzona w Europie w 1945 roku przez firmę Hoffmann-La Roche ze Szwajcarii, która nazwała markę na bazie pantenolu jako składnika szamponu. Marka została przejęta przez Procter & Gamble (P & G) w 1985 roku, żeby konkurować na rynku produktów kosmetycznych.